# Salamandra infraimmaculata
Salamandra infraimmaculata е вид земноводно от семейство Саламандрови (Salamandridae). Видът е почти застрашен от изчезване.

## Разпространение
Разпространен е в Израел, Ирак, Иран, Ливан, Сирия и Турция.